# Never Ending Circles
«Never Ending Circles» es una canción de la banda de synthpop escocesa Chvrches, de su segundo álbum, Every Open Eye. Fue lanzado como el segundo sencillo oficial del álbum el 12 de agosto de 2015 a través de Virgin Records y Goodbye Records.

## Recepción
George Seabrook de The Edge alabó la composición musical, declarando que "Si bien ‘Leave a Trace’ construye el sonido a partir del primer verso, ‘Never Ending Circles’ es un dulce golpe de un hipnótico y energizante synthpop desde el principio". Ryan Reed, de la reconocida revista Rolling Stone, aclamó por su parte la letra de la canción y la voz de Mayberry, diciendo "‘Circles’ muestra a Mayberry explorando su independencia sobre los sintetizadores brillantes y las cajas de ritmos triples de sus compañeros de banda Iain Cook y Martin Doherty".

## Lista de canciones
Todas las canciones escritas y compuestas por Chvrches. 
| N.º | Título                 | Duración |  |
| 1.  | «Never Ending Circles» | 3:06     |  |